# Harbledown Island
Harbledown Island ist eine Insel zwischen dem Festland, den Küstenbergen der Northern Pacific Ranges, der kanadischen Provinz British Columbia und der vorgelagerten Insel Vancouver Island. Harbledown Island gehört zur Inselgruppe des Broughton-Archipels und liegt im Regional District of Mount Waddington. Außerdem wird die Insel dem Great Bear Rainforest zugerechnet.

## Lage
Die Insel liegt am östlichen Ende der Königin-Charlotte-Straße. Innerhalb der Inselgruppe liegt die Insel dann im südlichen Bereich. Nördlich der Insel sowie einiger kleinerer Inseln, zu denen auch Swanson Island und Village Island gehören, liegt das westliche Ende des Knight Inlets. Östlich der Insel und der Beware Passage liegt Turnour Island. Im Süden liegt jenseits des Baronet Passage dann West Cracroft Island und südlich davon die Johnstone Strait. Im Westen von Harbledown Island liegt dann mit Hanson Island eine weitere Insel des Archipels.

## Besiedlung
Gemeinden gibt es auf der Insel nicht. Daher ist die Insel auch nicht mit einer öffentlichen Fähre erreichbar. Im Norden der Insel, bei „Dead Point“, liegt jedoch ein Indianerreservat, das Indian reserve Dead Point 5, der Da'naxda'xw. Eine dort bestehende Siedlung der Da'naxda'xw wird „Tsadzis'nukwa̱me'“ bzw. auch „New Vancouver“ genannt, wobei der indianische Name auf das Seegras vor der Siedlung hinweist. Zwei weitere Reservate,  Aglakumna-LA 2 und  Aglakumna 4A der Tlowitsis, liegt an der Südküste der Insel.

## Namensherkunft
Die Insel wurde im Jahr 1865 vom Offizier der britischen Royal Navy Daniel Pender wahrscheinlich nach einer kleinen Bauernsiedlung in der Nähe von Canterbury benannt, welche auch Geoffrey Chaucer in seinen Canterbury Tales, dort im The Manciple’s Prologue and Tale, erwähnt.

## Trivia
Die Ausstellung „To the Totem Forests: Emily Carr and Contemporaries Interpret Coastal Villages“ mit Werken von Emily Carr zeigt auch ein Gemälde eines Hauses in Tsadzis'nukwa̱me'.